# Runcinia manicata
Runcinia manicata är en spindelart som beskrevs av Tamerlan Thorell 1895. Runcinia manicata ingår i släktet Runcinia och familjen krabbspindlar.
Artens utbredningsområde är Myanmar. Inga underarter finns listade i Catalogue of Life.